# إميل أبدرهالدن
إميل أبدرهالدن (9 مارس 1877 - 5 أغسطس 1950) كيميائي حيوي وفسيولوجي سويسري,
درس إميل أبدرهالدن الطب في جامعة بازل وحصل على شهادة الدكتوراه في 1902. قام بعدها بالدراسة في مختبر إميل فيشر وعمل في جامعة برلين. عام 1911 انتقل إلى جامعة هاله وقام بتعليم موضوع الفسيولوجية لطلاب الطب. بين الأعوام 1931 و1950 رَأسَ الأكاديمية الألمانية لعلماء الطبيعة.
خلال الحرب العالمية الأولى قام بتأسيس مستشفى للأطفال وقام بتنظيم نقل الأطفال الذين يعانون من سوء التغذية إلى سويسرا. كما قام بإكمال بحثه قي الكيمياء الفسيولوجية وبدأ ببحث الأيض وكيمياء الأطعمة
بعد نهاية الحرب العالمية الثانية عاد إلى سويسرا وشغل منصبًا في جامعة زيوريخ.

## إنجازاته
ابتكر اختبار الحمل المعروف باسمه (1912), وبحث أيضًا الأغذية، وبخاصة بعض البروتينات. ألف كتابًا في (الكيمياء الفسيولوجية) 1908, وأشرف على طبع كتاب مطوّل عن الطرق الفنية في الكيمياء الحيوية(9 مجلدات)، وآخر عن الطرق الفنية في البيولوجيا

## روابط خارجية
- إميل أبدرهالدن على موقع مونزينجر (الألمانية)